# Jesse Corti
Jesse Corti, född 3 juli 1955 i Venezuela, är en amerikansk skådespelare och röstskådespelare, mest känd för att ha gjort rösten till Lefou i Disneyfilmen Skönheten och odjuret.